# Second Genesis
Second Genesis je enajsti studijski album ameriškega jazzovskega saksofonista Waynea Shorterja, ki je izšel maja 1974 pri založbi Vee-Jay Records. Album je bil posnet 11. oktobra 1960, v zasedbi pa je sodeloval tudi sočlan skupine Jazz Messengers, bobnar Art Blakey.

## Seznam skladb
Avtor vseh skladb je Wayne Shorter, razen kjer je posebej označeno.
| Št. | Naslov                                                          | Dolžina |
| --- | --------------------------------------------------------------- | ------- |
| 1.  | „Ruby and the Pearl‟ (Ray Evans, Jay Livingston)                | 5:53    |
| 2.  | „Pay as You Go‟                                                 | 3:39    |
| 3.  | „Second Genesis‟                                                | 4:09    |
| 4.  | „Mr. Chairman‟                                                  | 3:13    |
| 5.  | „Tenderfoot‟                                                    | 3:24    |
| 6.  | „The Albatross‟                                                 | 5:21    |
| 7.  | „Getting to Know You‟ (Oscar Hammerstein II, Richard Rodgers)   | 4:16    |
| 8.  | „I Didn't Know What Time It Was‟ (Lorenz Hart, Richard Rodgers) | 5:12    |

| Dodatne skladbe na nekaterih CD-izdajah | Dodatne skladbe na nekaterih CD-izdajah | Dodatne skladbe na nekaterih CD-izdajah |
| Št.                                     | Naslov                                  | Dolžina                                 |
| --------------------------------------- | --------------------------------------- | --------------------------------------- |
| 9.                                      | „Ruby and the Pearl‟ (2.)               | 5:53                                    |
| 10.                                     | „Mr. Chairman‟ (3.)                     | 3:17                                    |
| 11.                                     | „Tenderfoot‟ (1.)                       | 2:50                                    |
| 12.                                     | „The Albatross‟ (1.)                    | 5:16                                    |
| 13.                                     | „Getting to Know You‟ (1.)              | 4:34                                    |

## Zasedba
- Wayne Shorter – tenorski saksofon
- Cedar Walton – klavir
- Bob Cranshaw – bas
- Art Blakey – bobni